# Пінон білочеревий
Пі́нон білочеревий (Ducula forsteni) — вид голубоподібних птахів родини голубових (Columbidae). Ендемік Індонезії.

## Опис

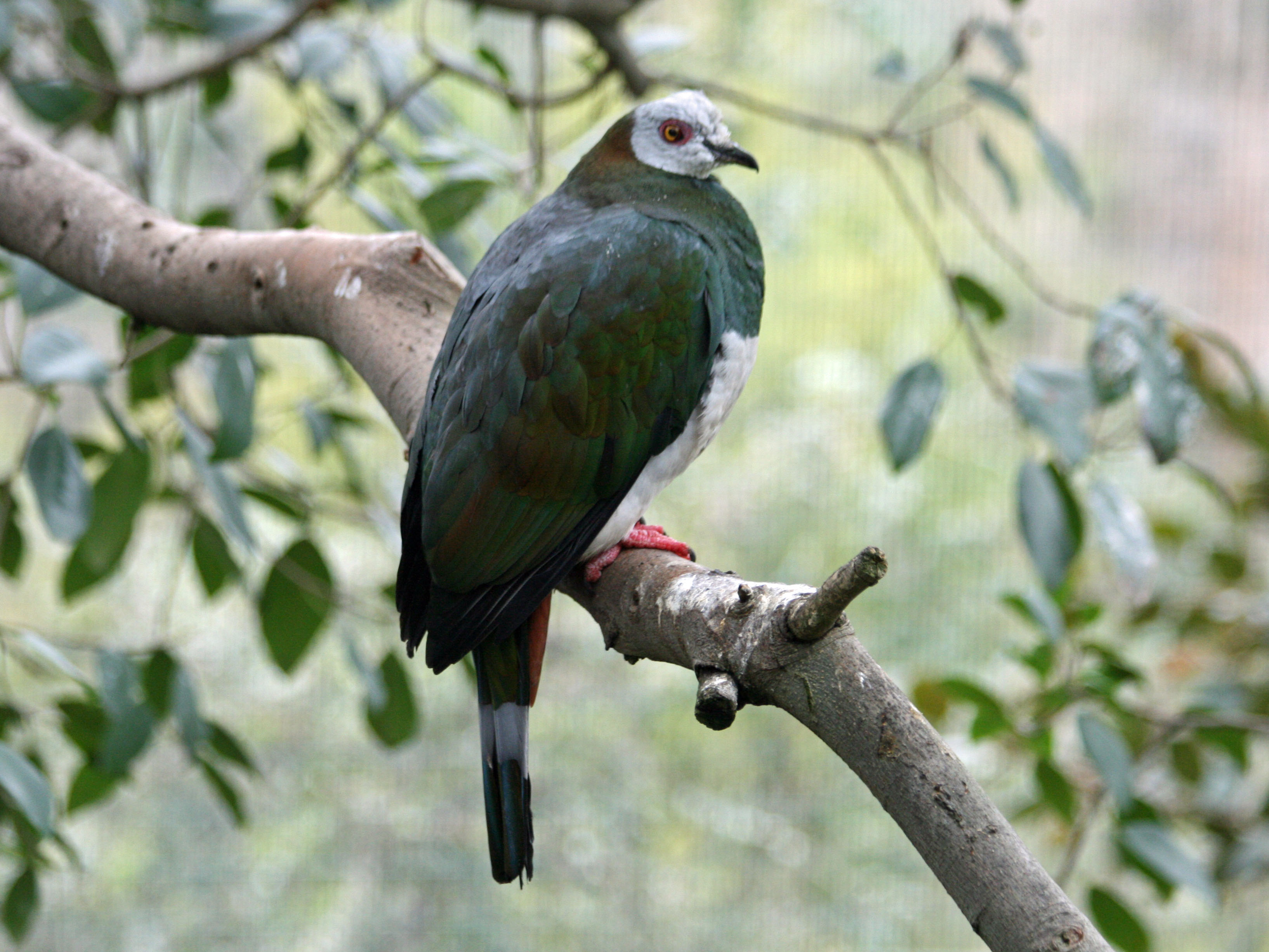
Білочеревий пінон

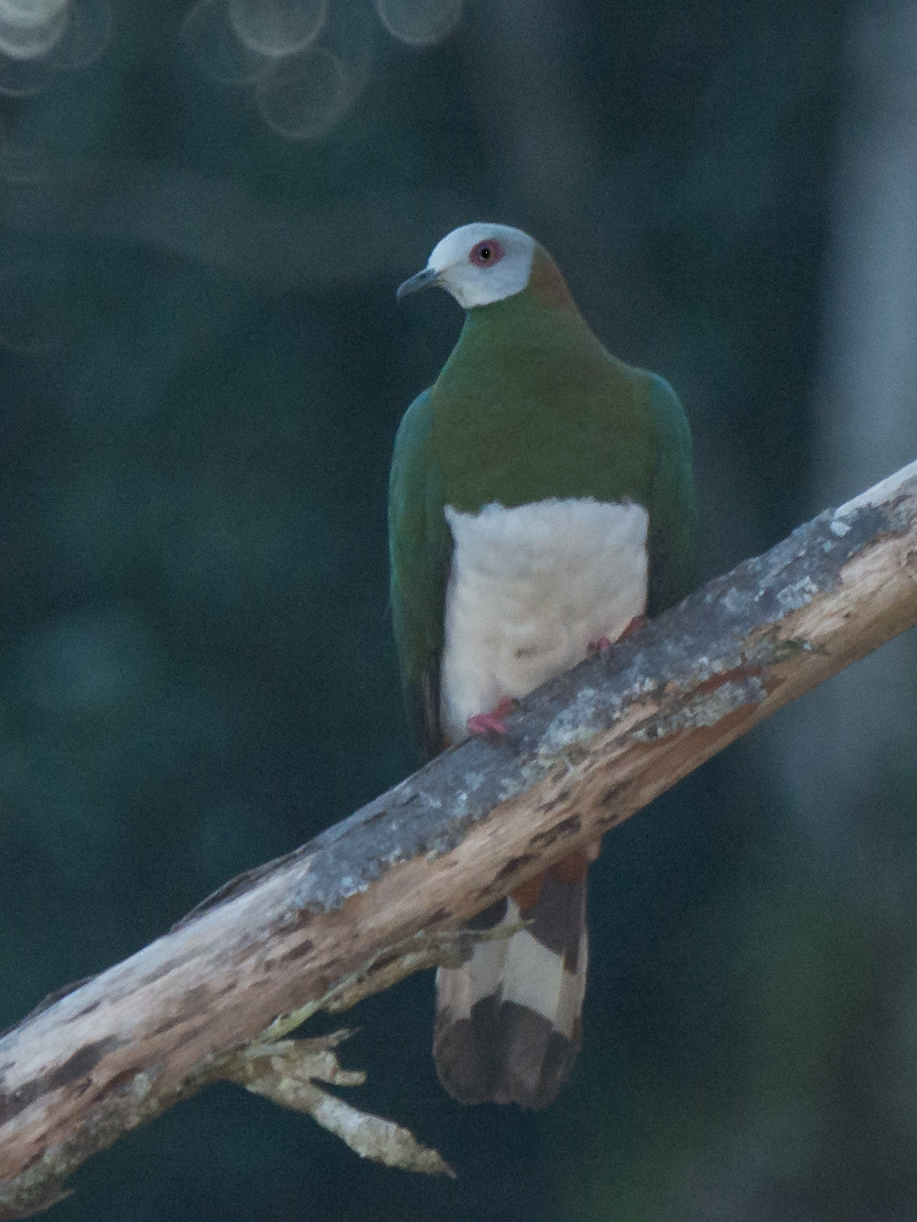
Білочеревий пінон

Довжина птаха становить 42,5-51,5 см, вага 510 г. Довжина хвоста становить 16,5-16,7 см. У самців лоб і горло білі або білувато-сірі, решта голови світло-сиза. Груди темно--бронзово-зелені. Живіт білий з рожевуватим відтінком. Нижні покривні пера хвоста рудувато-коричневі. Верхня частина тіла золотисто-зелена. Задня частина шиї має мідний відблиск, верхні покривні пера крил мають блакитнуватий відблиск. Стернові пера бронзово-зелені з широкими попелясто-сірими краями, окаймленими вузькими чорними смужками. Нижні покривні пера хвоста темно-бордові. Райдужки жовті або оранжеві з темними червоними або оранжевими кільцями. Дзьоб чорний, лапи пурпурові. Самиці мають подібне забарвлення, однак сірі частини оперення у них є більш темними.

## Поширення і екологія
Білочереві пінони мешкають на Сулавесі та на сусідніх островах Бутон, Таліабу, Тогіан і Пеленг. Вони живуть у вологих рівнинних і гірських тропічних лісах. Зустрічаються поодинці або парами, іноді невеликими зграями, на висоті від 220 до 2000 м над рівнем моря, переважно на висоті від 800 до 1600 м над рівнем моря. Живляться плодами.